# Soviet Supremo dell'Unione Sovietica
Il Soviet Supremo dell'URSS (in russo Верховный Совет СССР?, Verchovnyj Sovet SSSR) era il più alto organo di potere statale, legislativo e rappresentativo dell'Unione Sovietica dal 1938 al 1989, mentre da tale anno alla dissoluzione dell'URSS nel 1991 fu un organo legislativo permanente.
Negli intervalli tra le sessioni, le funzioni del Soviet Supremo erano svolte dal suo Presidium. Era composto da due camere, il Soviet dell'Unione e il Soviet delle Nazionalità, entrambe elette con voto diretto e a suffragio universale.

## Storia
Il Soviet Supremo dell'URSS fu istituito dalla Costituzione sovietica del 1936 come il più alto organo rappresentativo del potere statale, sostituendo il Congresso dei soviet dell'URSS e il Comitato esecutivo centrale dell'URSS. La Costituzione stabilì la creazione del Presidium e delle due camere del Soviet Supremo: il Soviet dell'Unione e Soviet delle Nazionalità.

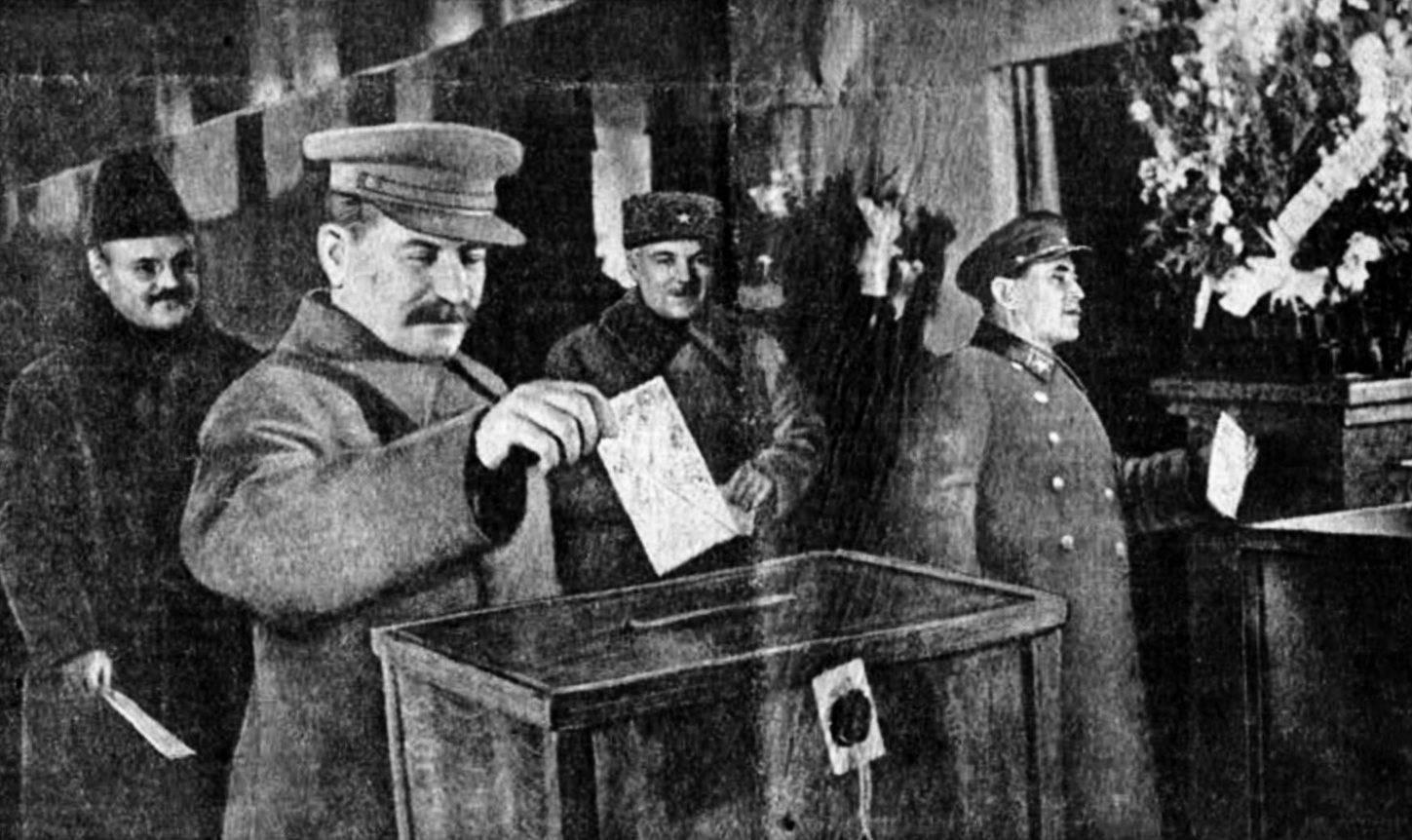
Stalin, Molotov, Vorošilov e Ežov votano alle elezioni per il Soviet Supremo del 1937

Il 9 luglio 1937, il Comitato esecutivo centrale dell'URSS approvò le "Disposizioni sulle elezioni del Soviet Supremo" e il 12 dicembre le prime elezioni del Soviet Supremo del 1937 videro la vittoria del Partito Comunista di tutta l'Unione (bolscevico) nell'unica lista legale del Blocco dei comunisti e dei senza partito, con 461 seggi su 569 al Soviet dell'Unione e 409 seggi su 574 al Soviet delle Nazionalità. In totale, il primo Soviet supremo era composto da 1170 deputati di cui 870 comunisti.
Il Comitato esecutivo centrale convocò per il 12 gennaio 1938 la prima sessione del Soviet Supremo dell'URSS. Il 17 gennaio 1938, il Soviet Supremo elesse il Presidium, con Michail Ivanovič Kalinin presidente e Aleksandr Fëdorovič Gorkin segretario. Il 24 gennaio fu ordinata la creazione della gazzetta ufficiale annuale Vedomosti Verchovnogo Soveta SSSR, il cui primo numero fu pubblicato il 7 aprile 1938 in tutte le lingue dell'URSS.
A causa dello scoppio della Grande Guerra Patriottica nel 1941, le seconde elezioni del Soviet supremo si svolsero nel 1946, nove anni dopo le prime. In seguito all'entrata di nuove repubbliche sovietiche, il numero totale dei seggi aumentò a 1339, di cui 1085 assegnati al Partito Comunista: 576 deputati su 682 nel Soviet dell'Unione e 509 su 657 nel Soviet delle Nazionalità. Il numero dei seggi disponibili continuò ad essere variabile e diverso tra le due camere nelle successive elezioni.
Con la Costituzione sovietica del 1977, l'intervallo tra due elezioni del Soviet supremo divenne di 5 anni, mentre il numero di deputati venne reso uguale per entrambe le camere. Nel 1984 si svolsero le ultime elezioni dirette del Soviet Supremo, con 1072 deputati comunisti su 1500 totali: 551 su 750 al Soviet dell'Unione e 521 su 750 al Soviet delle Nazionalità.

### Perestrojka

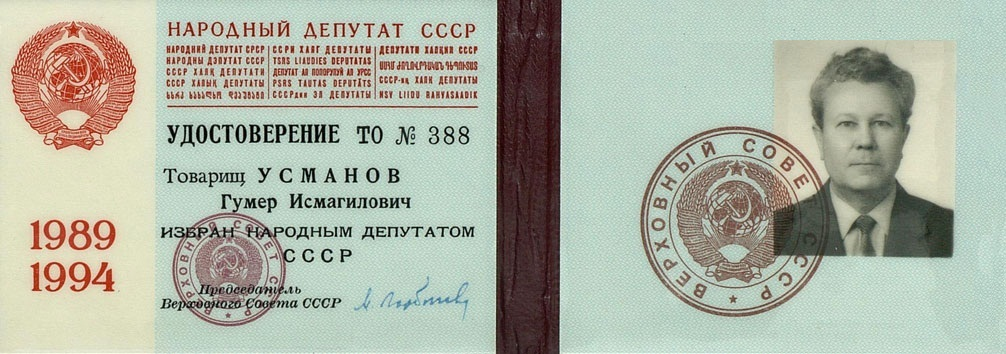
Tessera del 1989 di un deputato del popolo e membro del Soviet Supremo dell'URSS.

Il 1 ottobre 1988, il Soviet Supremo elesse il segretario generale del PCUS Michail Gorbačëv presidente del Presidium, affiancato dal vicepresidente Anatolij Luk'janov.
Il 1 dicembre 1988 venne adottata una nuova legge dell'URSS "Sulle elezioni dei deputati del popolo dell'URSS" e furono apportate modifiche alla Costituzione: il Congresso dei deputati del popolo dell'Unione Sovietica divenne l'organo supremo dello Stato, il Soviet Supremo divenne un organo di controllo permanente del potere statale eletto dal Congresso dei deputati del popolo.
Il 25 maggio 1989, il I Congresso dei deputati del popolo dell'URSS elesse Gorbačëv presidente del Soviet supremo. Il 15 marzo 1990, Gorbačëv fu eletto dal Congresso alla carica di presidente dell'URSS, e Anatolij Luk'janov lo sostituì come presidente del Soviet Supremo.

### Crisi
Il 18 agosto 1991, un certo numero di leader del governo dell'URSS e del Comitato centrale del PCUS, che si opponevano ai piani per trasformare l'Unione Sovietica nell'Unione degli Stati Sovrani, formarono il Comitato statale per lo stato di emergenza (GKČP) e attuarono un colpo di stato. Il 21 agosto, le decisioni del Comitato furono annullate con decreto del vicepresidente dell'URSS Gennadij Janaev su richiesta del Presidium del Soviet supremo dell'URSS.
Il 29 agosto, il presidente del Soviet Supremo Luk'janov venne arrestato per il suo coinvolgimento nella questione GKČP e il 4 settembre venne sollevato dall'incarico.

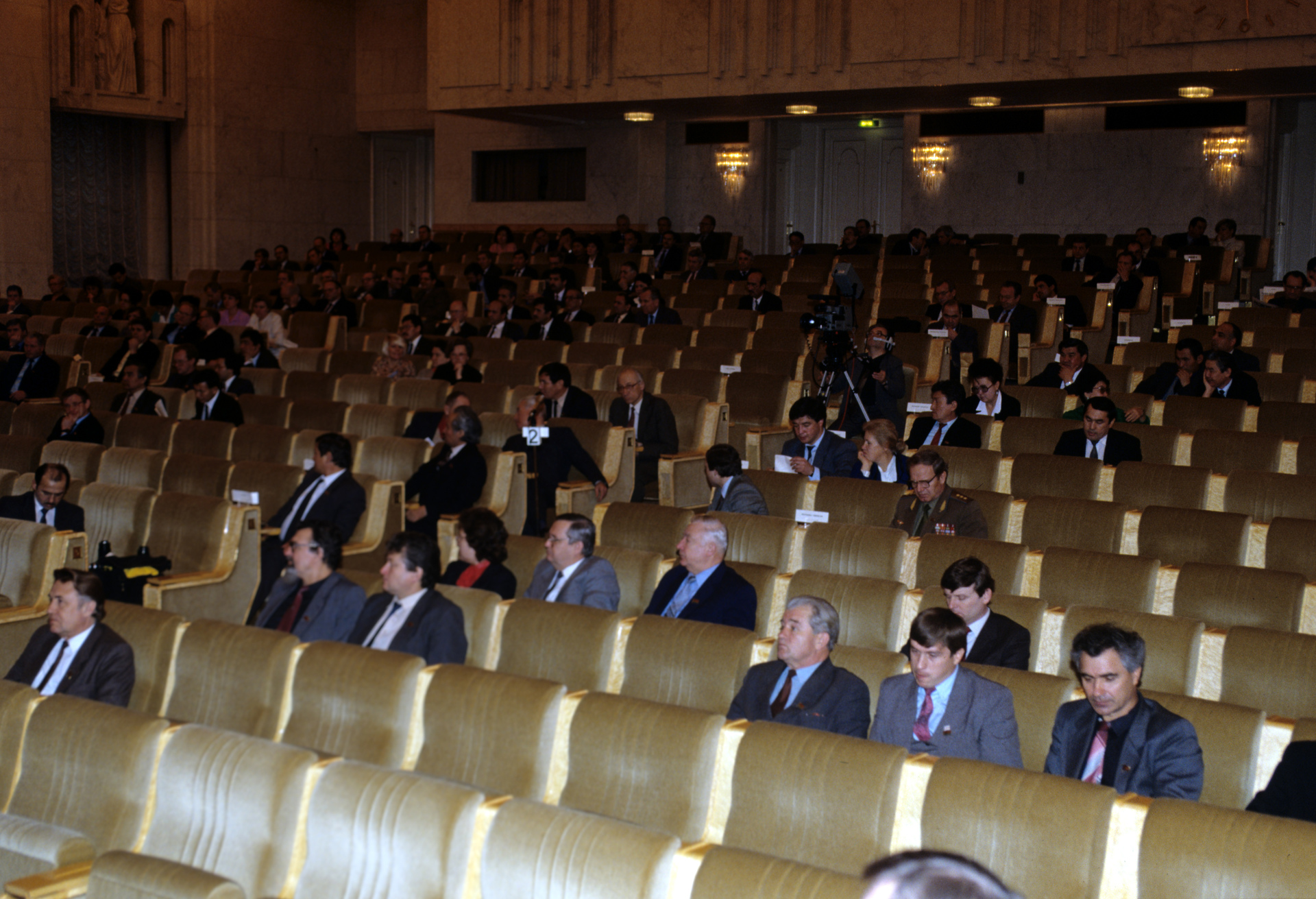
Ultima sessione del Soviet delle Nazionalità.

Il 5 settembre 1991, il V Congresso dei deputati del popolo dell'URSS adottò la legge "Sul potere statale e gli organi di gestione dell'URSS nel periodo di transizione", che portò a modifiche radicali in violazione della Costituzione sovietica: fu sciolto il Congresso dei deputati del popolo, il Soviet Supremo tornò ad essere il più alto organo rappresentativo dello Stato e il Soviet delle Nazionalità fu sostituito dal Soviet delle Repubbliche. Per il periodo precedente l'inizio dei lavori della nuova composizione del Soviet Supremo, vennero mantenuti i poteri del Soviet Supremo già eletto e dei suoi organi. Lo status di deputato del popolo dell'URSS fu mantenuto per tutti i deputati per la durata dei loro mandati, compreso il diritto dei deputati a partecipare ai lavori del Soviet Supremo dell'URSS e dei suoi organi.
La prima sessione del nuovo Soviet Supremo dell'URSS iniziò i lavori il 21 ottobre. Anuarbek Turlybekovič Alimžanov, deputato del popolo della RSS Kazaka, venne eletto presidente del Soviet delle Repubbliche e Konstantin Dmitrievič Lubenčenko venne eletto presidente del Soviet dell'Unione. Furono adottati i regolamenti provvisori delle camere, che stabilirono le procedure per l'esame delle questioni e l'assunzione di decisioni.

### Dissoluzione dell'URSS
L'8 dicembre, i leader di Russia, Ucraina e Bielorussia firmarono l'accordo di Belaveža il cui preambolo dichiarò la cessazione dell'esistenza dell'URSS e la creazione della Comunità degli Stati Indipendenti. Il Soviet Supremo della RSFS Russa ratificò l'accordo il 12 dicembre e, assieme al Soviet Supremo della RSS Bielorussa, dichiarò che le leggi e la Costituzione dell'URSS non sarebbero state più valide nei loro territori e che i deputati russi e bielorussi del Soviet Supremo dell'URSS avrebbero rappresentato come osservatori le due repubbliche. Il presidente dell'URSS Gorbačëv chiese al Soviet Supremo dell'URSS di discutere sia il trattato sull'Unione degli Stati Sovrani sia l'accordo di Belaveža.
Il 16 dicembre, il Presidium del Soviet Supremo della RSFS Russa ordinò di trasferire alla giurisdizione del parlamento russo tutti gli edifici, strutture e fondi di proprietà del Soviet Supremo dell'URSS.
Il 17 dicembre, un gruppo dei restanti membri del Soviet dell'Unione adottò una dichiarazione in relazione alla firma dell'accordo di Belaveža e alla sua ratifica da parte dei Soviet supremi di Russia, Bielorussia e Ucraina, in cui annunciò di considerare illegali le decisioni prese per liquidare le autorità statali e di ritenerle insoddisfacenti per la situazione attuale e gli interessi vitali dei popoli. Venne dichiarato che in caso di ulteriori complicazioni della situazione nel Paese, il Soviet dell'Unione si riservò il diritto di convocare in futuro il Congresso dei deputati del popolo dell'URSS. Tuttavia, il presidente del Soviet dell'Unione Lubenčenko dichiarò che la sua camera aveva perso il quorum.
Il 18 dicembre il Soviet delle Repubbliche annunciò di considerare l'accordo di Belaveža una reale garanzia per l'uscita dall'acuta crisi politica ed economica, ritenendo inammissibili i ricorsi anticostituzionali nei confronti del Soviet Supremo e del Presidente dell'URSS. Lo stesso giorno, Gorbačëv propose di tenere, dopo la ratifica dell'accordo di Belaveža da parte del resto delle repubbliche (ad eccezione delle repubbliche baltiche e della Georgia, che non avevano firmato l'accordo), la riunione finale del Soviet Supremo dell'URSS per adottare una risoluzione sulla cessazione dell'esistenza dell'URSS e il trasferimento di tutti i suoi diritti e impegni legali alla Comunità degli Stati Indipendenti.
Il 24 dicembre 1991, con una risoluzione del Soviet delle Repubbliche, le attività del Soviet Supremo dell'URSS e dei suoi organi furono interrotte. Il presidente del Soviet delle repubbliche Anuarbek Alimžanov in una riunione della camera dichiarò la necessità di prendere una decisione sulla procedura legale per porre fine all'URSS.
Il 26 dicembre, il Soviet delle Repubbliche adottò la Dichiarazione n. 142-N sulla cessazione dell'esistenza dell'URSS in relazione alla formazione della CSI. Lo stesso giorno, il presidente del Soviet dell'Unione Konstantin Lubenčenko emise il decreto n. 141-N con il quale sollevò i deputati del popolo dell'URSS dall'esercizio delle loro funzioni ufficiali nel Soviet dell'Unione e negli organi della camera dal 2 gennaio 1992.

## Organizzazione
Il Soviet Supremo dell'URSS era il più alto organo di potere statale dell'Unione Sovietica e l'unico organo legislativo dello Stato. Prendeva decisioni sulle questioni più importanti dello sviluppo statale, economico e socio-culturale, determinava le direzioni principali della politica estera ed esercitava il controllo supremo sulle attività dell'apparato statale. Esercitava tutti i diritti di competenza federale stabiliti dalla Costituzione e aveva i poteri esclusivi di:
- Approvare e modificare la Costituzione dell'URSS;
- Ammettere nuove Repubbliche nell'URSS, approvare le modifiche ai confini tra le RSS e la formazione di nuove repubbliche e oblasti autonome;
- Approvazione i piani statali di sviluppo economico e sociale dell'URSS, il bilancio statale dell'URSS e il resoconto sulla loro attuazione;
- Formare organi dell'URSS tenuti a render conto al Soviet Supremo

Dal 5 settembre 1991, l'applicazione delle leggi del Soviet Supremo dell'URSS poteva essere sospesa dagli organi supremi delle repubbliche sovietiche all'interno del loro territorio della repubblica solo se contraddicevano la Costituzione della repubblica sovietica.

### Camere
Il Soviet Supremo era diviso in due camere con uguali diritti e, dal 1977, con lo stesso numero di deputati. Entrambe le camere avevano un presidente e quattro vicepresidenti. Le sessioni congiunte delle camere del Soviet Supremo erano presiedute alternativamente dai presidenti del Consiglio dell'Unione e del Consiglio delle nazionalità. Le leggi si consideravano approvate se votate da entrambe. In caso di disaccordo si formava una commissione di conciliazione, e in caso di ulteriore disaccordo le camere riesaminavano il testo, fino all'eventuale scioglimento anticipato della legislatura da parte del Presidium del Soviet Supremo.
- Il Soviet dell'Unione (in russo Совет Союза?, Sovet Sojuza) rappresentava gli interessi comuni di tutti i cittadini dell'URSS, indipendentemente dalla loro nazionalità, e veniva eletto nei collegi elettorali a parità di popolazione secondo il principio di un deputato ogni 300 mila abitanti.[52][53][54] Dal 5 settembre 1991, il Soviet dell'Unione esaminava le questioni relative alla garanzia dei diritti e delle libertà dei cittadini dell'URSS e prendeva decisioni su tutte le questioni di competenza del Soviet Supremo dell'URSS, ad eccezione di quelle che rientrano nella competenza del Soviet delle Repubbliche.[55] Le leggi adottate dal Soviet dell'Unione entravano in vigore dopo la loro approvazione da parte del Soviet delle Repubbliche.[55]

- Il Soviet delle Nazionalità (in russo Совет Национальностей?, Sovet Nacional'nostej) rappresentava gli interessi speciali e specifici dei popoli dell'URSS in base alle loro caratteristiche nazionali.[45] Il sistema elettorale era diverso da quello del Soviet dell'Unione: venivano eletti 32 deputati (25 nel 1936) per ciascuna repubblica sovietica, 11 deputati per ciascuna repubblica autonoma, 5 deputati per ciascuna oblast' autonoma e 1 deputato per ciascun okrug autonomo.[56][57][58][59]
- Il Soviet delle Repubbliche sostituì il Soviet delle Nazionalità nel 1991.[27] Era formato da 20 deputati di ciascuna repubblica sovietica eletti tra i deputati popolari dell'URSS e delle repubbliche sovietiche e delegati dai più alti organi del potere statale di tali repubbliche, 52 deputati dalla RSFS Russa e 1 delegato per ciascuna repubblica o formazione autonoma.[60] Il Soviet delle Repubbliche prendeva decisioni sull'organizzazione e la procedura delle attività degli organi dell'URSS e poteva ratificare i trattati internazionali dell'URSS.[61] Secondo la legge del 5 settembre, il Soviet delle Repubbliche e il Soviet dell'Unione potevano, con decisioni congiunte, emendare la Costituzione dell'URSS, ammettere nuovi Stati nell'URSS, approvare il bilancio dell'Unione, dichiarare guerra e firmare trattati di pace.[62]

#### Commissioni e comitati
In entrambe le camere erano presenti le seguenti commissioni:
- Commissione mandataria
- Commissione per i presupposti legislativi
- Commissione per gli affari esteri
- Commissione per la gioventù
- Commissione per la salute e il benessere
- Commissione per la pianificazione e il bilancio
- Commissione per la conservazione dell'ambiente
- Commissione per l'agricoltura
- Commissione per l'industria
- Commissione per l'istruzione pubblica, la scienza e la cultura
- Commissione per i trasporti e le comunicazioni
- Commissione per il commercio, i servizi ai consumatori e i servizi pubblici
- Commissione per i beni di consumo
- Commissione per l'industria edile e dei materiali da costruzione

#### Soviet degli Anziani
Il Soviet degli Anziani (in russo Совет старейшин?, Sovet starejšin) era un organo di lavoro consultivo del Soviet Supremo presente in entrambe le camere. Fino al 1989, la sua presenza non era stabilita da una legge ed era attivo per tradizione. Dopo l'adozione dei regolamenti del Congresso dei deputati del popolo dell'URSS e del Soviet supremo dell'URSS il 20 dicembre 1989, il Soviet degli Anziani ricevette personalità giuridica e al suo lavoro fu dedicato l'articolo 62 del regolamento.
Il Soviet degli anziani del Soviet dell'Unione era composto da 1 rappresentante ogni 4 deputati, mentre quello del Soviet delle Nazionalità era composto da 2 rappresentanti per ogni RSS e 1 per ciascuna RSSA, oblast' autonoma e okrug autonomo. Tra i compiti vi erano la risoluzione preliminare delle questioni organizzative dei lavori della sessione del Soviet Supremo (discussione dell'ordine del giorno, stabilire la procedura per la discussione dei rapporti, ecc.).

## Presidium del Soviet Supremo
Il Presidium del Soviet Supremo dell'Unione Sovietica (in russo Президиум Верховного Совета СССР?, Prezidium Verchovnogo Soveta SSSR ) era un organo permanente del Soviet Supremo responsabile delle sue attività e che esercitava, nei limiti stabiliti dalla Costituzione, le funzioni del più alto organo del potere statale dell'URSS nel periodo tra le sue sessioni. Veniva eletto dal Soviet Supremo in una sessione congiunta delle camere. Esercitava la funzione di capo di Stato in forma direttoriale ed era incaricato di convocare il Soviet Supremo in seduta ordinaria almeno due volte all'anno e ad esso erano delegate numerose altre funzioni, in particolar modo nei periodi tra le riunioni del Soviet Supremo. Veniva eletto dalle camere in seduta comune in una composizione che consisteva, secondo la Costituzione del 1936, di Presidente, undici vicepresidenti (ampliati a quindici dalla Costituzione del 1977), segretario e 24 membri (21 nel 1977).
Il ruolo di Presidente del Presidium del Soviet Supremo fu abolito nel 1989 e in seguito l'assemblea fu presieduta dal Presidente del Soviet Supremo.

### Presidenti del Presidium
- Michail Kalinin (17 gennaio 1938 - 19 marzo 1946)
- Nikolaj Švernik (19 marzo 1946 - 6 marzo 1953)
- Kliment Vorošilov (15 marzo 1953 - 7 maggio 1960)
- Leonid Brežnev (7 maggio 1960- 15 luglio 1964)
- Anastas Mikojan (15 luglio 1964 - 9 dicembre 1965)
- Nikolaj Podgornyj (9 dicembre 1965 - 16 giugno 1977)
- Leonid Brežnev (16 giugno 1977 - 10 novembre 1982)
- Vasilij Kuznecov (10 novembre 1982 - 16 giugno 1983) (facente funzione)
- Jurij Andropov (16 giugno 1983 - 9 febbraio 1984)
- Vasilij Kuznecov (9 febbraio 1984 - 11 aprile 1984) (facente funzione)
- Konstantin Černenko (11 aprile 1984 - 10 marzo 1985)
- Vasilij Kuznecov (10 marzo 1985 - 27 luglio 1985) (facente funzione)
- Andrej Gromyko (27 luglio 1985 - 1º ottobre 1988)
- Michail Gorbačëv (1º ottobre 1988 - 25 maggio 1989)

### Presidenti del Soviet Supremo
- Michail Gorbačëv (25 maggio 1989 - 15 marzo 1990)
- Anatolij Luk'janov (15 marzo 1990 - 26 dicembre 1991)

### Presidente dell'Unione Sovietica
- Michail Gorbačëv (15 marzo 1990 - 25 dicembre 1991)

## Elezioni
Secondo il sistema elettorale stabilito dalla Costituzione, per il Soviet dell'Unione veniva eletto un deputato ogni 300 mila abitanti di tutta l'URSS, mentre per il Soviet delle nazionalità veniva eletti 25 deputati per ciascuna repubblica sovietica, 11 per ciascuna repubblica autonoma, 5 per ciascuna oblast' autonoma e 1 per ogni distretto. Avevano diritto di voto tutti i cittadini di età superiore ai 18 anni e poteva essere eletto deputato qualsiasi cittadino dell'URSS con diritto di voto e di età superiore ai 23 anni.
L'elettore di ciascuna delle circoscrizioni previste per le due camere era chiamato ad esprimere un voto favorevole o contrario a un candidato precedentemente selezionato in apposite assemblee preelettorali tra quelli proposti da tutte le organizzazioni territoriali.

## Legislature
- I legislatura (1937-1946)
- II legislatura (1946-1950)
- III legislatura (1950-1954)
- IV legislatura (1954-1958)
- V legislatura (1958-1962)
- VI legislatura (1962-1966)
- VII legislatura (1966-1970)
- VIII legislatura (1970-1974)
- IX legislatura (1974-1979)
- X legislatura (1979-1984)
- XI legislatura (1984-1989)

## Sessioni
Le sessioni del Soviet Supremo venivano convocate almeno 2 volte all'anno dal Presidium del Soviet Supremo. A sua discrezione o su richiesta di una delle RSS, il Presidium poteva convocare una sessione straordinaria.
Alla prima sessione di ogni nuova convocazione del Soviet Supremo, il Presidium eleggeva tra i deputati di ciascuna camera il presidente e 4 dei suoi deputati per gestire le sessioni della camera, approvava i regolamenti della sessioni congiunte e separate delle camere.
La sessione consisteva in sessioni separate e congiunte delle camere, nonché riunioni dei comitati permanenti delle camere o commissioni del Soviet Supremo tenute nel mezzo. La sessione veniva aperta e chiusa in sessioni separate o congiunte delle Camere.

## Soviet Supremi delle Repubbliche sovietiche
Oltre al Soviet Supremo dell'URSS, ogni Repubblica socialista sovietica e autonoma possedeva un proprio Soviet Supremo con Presidium ma solo una camera. Dopo la dissoluzione dell'Unione Sovietica, alcuni Soviet delle repubbliche succedute cambiarono semplicemente il loro nome con quello più storico o per sottolineare l'importanza del consiglio come parlamento nazionale, mentre altri crearono assemblee bicamerali.
| Soviet Supremo                             | Istituzione | Scioglimento | Successore                                     |
| ------------------------------------------ | ----------- | ------------ | ---------------------------------------------- |
| Soviet Supremo della RSFS Russa            | 1938        | 1991         | Soviet Supremo (1991-1993) Assemblea federale  |
| Soviet Supremo della RSS Ucraina           | 1937        | 1991         | Verchovna Rada                                 |
| Soviet Supremo della RSS Bielorussa        | 1938        | 1991         | Soviet Supremo (1991-1996) Assemblea nazionale |
| Soviet Supremo della RSS Uzbeka            | 1938        | 1991         | Oliy Majlis                                    |
| Soviet Supremo della RSS Kazaka            | 1937        | 1991         | Consiglio supremo (1993-1995) Parlamento       |
| Soviet Supremo della RSS Georgiana         | 1938        | 1990         | Consiglio supremo (1990-1992) Parlamento       |
| Soviet Supremo della RSS Azera             | 1938        | 1991         | Soviet Supremo (1991-1995) Assemblea nazionale |
| Soviet Supremo della RSS Lituana           | 1940        | 1990         | Seimas                                         |
| Soviet Supremo della RSS Moldava           | 1941        | 1990         | Parlamento                                     |
| Soviet Supremo della RSS Lettone           | 1940        | 1990         | Saeima                                         |
| Soviet Supremo della RSS Kirghiza          | 1938        | 1990         | Consiglio supremo                              |
| Soviet Supremo della RSS Tagika            | 1937        | 1990         | Soviet Supremo (1990-1995) Assemblea suprema   |
| Soviet Supremo della RSS Armena            | 1938        | 1990         | Soviet Supremo (1990-1995) Assemblea nazionale |
| Soviet Supremo della RSS Turkmena          | 1938        | 1992         | Assemblea                                      |
| Soviet Supremo della RSS Estone            | 1940        | 1992         | Riigikogu                                      |
| Soviet Supremo della RSS Carelo-finlandese | 1940        | 1956         | Soviet Supremo                                 |